# Consciencia
La consciencia (del latín conscientia 'ser consciente') o el estado consciente es, según la RAE, «la capacidad del ser de reconocer la realidad circundante y de relacionarse con ella», así como el conocimiento inmediato o espontáneo que el sujeto tiene de sí mismo, de sus actos y reflexiones.

## Confusión entre consciencia yconciencia
En la lengua castellana parece tener significados confundibles y escritura parecida debido a que se diferencia, únicamente por una letra ¨s¨ y su fonética es similar (o idéntica en Hispanoamérica y Canarias).

### Cómo diferenciarlas
- La consciencia es el estado fisiológico de vigilia; la capacidad en acto de reconocerse. Constatarse propiamente ante el entorno. Adjetivo: (in)consciente.

- La conciencia es una aptitud o facultad para discernir que se manifiesta en estado consciente, por tanto, atribuye este mismo carácter a su acepción, pero con significado ético o moral (p. ej. la distinción entre el bien y el mal, la comprensión de la virtud, el entendimiento, etc.). Hay múltiples expresiones con la palabra conciencia que no son válidas para consciencia: una mala acción puede suponer un cargo de conciencia, mientras que tomamos conciencia de algo cuando pensamos a fondo sobre ello y hacemos algo a conciencia cuando lo hacemos con mucho empeño. Verbo: concienciar(se).

Es decir, consciencia es siempre sinónimo de conciencia, pero conciencia no es siempre sinónimo de consciencia. En la oración “Pedro recuperó la consciencia minutos después de desmayarse” podemos sustituir consciencia por conciencia, pero en la oración “mi conciencia no me permite robar en una tienda” no podemos emplear el vocablo consciencia porque se trata un asunto moral predicado por un sujeto operatorio.

### Explicaciones prácticas

#### ¿Conciencia o consciencia?
1. Tengo conciencia/consciencia en que la ingeniería química sea una carrera abstrusa.
2. María siempre actúa según dicta su conciencia/consciencia.
3. El perro demostró tener conciencia/consciencia al esconderse tras robar la comida.
4. Pese al trágico accidente, recuperó la conciencia/consciencia con rapidez.
5. Es necesaria la conciencia/consciencia de la gente ante las injusticias del mundo.

#### Soluciones
1. Tengo consciencia de que la ingeniería química es una carrera abstrusa.
2. María siempre actúa según le dicta su conciencia.
3. El perro demostró tener conciencia al esconderse tras robar la comida.
4. Pese al trágico accidente, recuperó la consciencia con rapidez.
5. Es necesario que la gente tome conciencia de las injusticias del mundo.

El vocablo conciencia es válido en todos los casos, mientras que consciencia tan sólo es correcto cuando la facultad humana de reflexionar no se inmiscuye en la distinción entre el bien y el mal. En caso de duda, optar por el vocablo conciencia suele evitar el uso incorrecto de consciencia. Como regla mnemotécnica "todos los seres humanos han de estar conscientes para manifestarse en conciencia".

## Estudio científico
En áreas como la neurociencia, la gnoseología o la psicología, la restricción del término hacia un nivel más amplio de la conciencia ha sido ampliamente estudiada.
Es especialmente estudiada por su versatilidad: se entiende como la comprensión suprema del entorno, tanto que se da una consciencia de la consciencia, esto es, el darse cuenta de la capacidad de pensar y no solo en las cosas que se piensan, que se denomina metaconsciencia o autoconsciencia. Durante un tiempo se especuló que esta capacidad se desarrollaba en el tálamo, pero observaciones recientes han demostrado que tras una anestesia, el anestesiado se vuelve inconsciente antes de la desactivación de las neuronas del tálamo, por lo que, si es que dicha región es contribuyente activo en la ejecución de la consciencia debido a sus numerosas funciones, no es totalmente propietaria del sentido. Como las respuestas son muy variadas, como la afirmación de que es un epifenómeno y por tanto una consecuencia casual y natural del funcionamiento general del cerebro, y por el desconocimiento de una verdadera identidad independiente de ésta y posibles imitaciones, se tiene la cuestión del origen y la causa actualmente en un enigma.